# Hoffmannia culminicola
Hoffmannia culminicola är en måreväxtart som beskrevs av Paul Carpenter Standley och Louis Otho Otto Williams. Hoffmannia culminicola ingår i släktet Hoffmannia och familjen måreväxter. Inga underarter finns listade i Catalogue of Life.